# 1829
Промислова революція •  Російська імперія • Незалежність країн Латинської Америки • Грецька революція

## Геополітична ситуація
У Росії править імператор Микола I (до 1855). Російській імперії належить більша частина України, значна частина Польщі, Грузія, частина Закавказзя, Фінляндія, Аляска. Україну розділено між двома державами — Королівство Галичини та Володимирії належить Австрії, Правобережжя, Лівобережжя та Крим — Російській імперії. Задунайська Січ під протекторатом Османської імперії припинила існування.
В Османській імперії править султан Махмуд II (до 1839). Під владою османів перебувають Близький Схід та Єгипет, Середземноморське узбережжя Північної Африки, частина Закавказзя, значні території в Європі: Греція, Болгарія і Сербія. Васалами османів є Волощина та Молдова. Триває Грецька революція.
Австрійську імперію очолює Франц II (до 1835). Вона охоплює, крім власне австрійських земель, Угорщину з Хорватією, Трансильванію, Богемію, Північну Італію. Король Пруссії — Фрідріх-Вільгельм III (до 1840). Баварське королівство очолює Людвіг I (до 1848). Австрія, Пруссія, Баварія та інші німецькомовні держави об'єднані в Німецький союз.
У Франції королює Карл X (до 1830). Франція має колонії в Карибському басейні, Південній Америці та Індії. На троні Іспанії сидить Фернандо VII (до 1833). Королівству Іспанія належать частина островів Карибського басейну, Філіппіни. Королі Португалії — Мігел I (до 1834). Португалія має володіння в Африці, в Індії, в Індійському океані й Індонезії.
У Великій Британії королює Георг IV (до 1830). Британія має колонії в Північній Америці, на Карибах та в Індії. Королівство Нідерланди очолює Віллем I (до 1840). Король Данії та Норвегії — Фредерік VII (до 1863), на шведському троні сидить Карл XIV Юхан Бернадот (до 1844). Італія розділена між Австрією та Королівством Обох Сицилій. Існує Папська держава з центром у Римі.
У Латинській Америці існують незалежні Об'єднані провінції Ріо-де-ла-Плати, Уругвай, Велика Колумбія, Мексика, Центральноамериканська федерація, Болівія. У Бразильській імперії править Педру I (до 1834). Сполучені Штати Америки займають територію частини колишніх британських колоній та купленої у Франції Луїзіани. Посаду президента США обіймає Ендрю Джексон. Територія на півночі північноамериканського континенту належить Великій Британії, вона розділена на Нижню Канаду та Верхню Канаду, територія на півдні та заході континенту належить Мексиці.
В Ірані при владі Каджари. Британська Ост-Індійська компанія захопила контроль майже над усім Індостаном. У Пенджабі існує Сикхська держава. У Бірмі править династія Конбаун, у В'єтнамі — династія Нгуєн. У Китаї володарює Династія Цін. У Японії триває період Едо.

## Події

### В Україні
- Спалахнуло й придушене повстання однодвірців проти організації військового поселення в селі Шебелинка.
- В Одесі засновано наукову бібліотеку.
- Закінчилося спорудження архітектурно-паркового комплексу Сокиринського архітектурно-паркового комплексу.

### У світі
- 4 березня Ендрю Джексон склав президентську присягу й став 7-м президентом США.
- 22 березня Греція отримала автономію завдяки Лондонському протоколу, який підписали Велика Британія, Франція та Росія.
- 24 березня Парламент Великої Британії прийняв Білль про емансипацію католиків.
- 31 березня почався понтифікат Пія VIII.
- 1 квітня Вісенте Герреро став президентом Мексики.
- 12 серпня засновано міст Перт на західному узбережжі Австралії
- 14 вересня Росія та Туреччина уклали в Адріанополі мирну угоду, якою завершилася російсько-турецька війна.

### У суспільному житті
- Засновано міську поліцію Лондона — першу сучасну поліцію в у світі.
- У Лондоні та Нью-Йорку з'явилися омнібуси.
- Засновано Данський технічний університет.
- Королівським указом засновано Кінгс-коледж.
- У Гетеборзі, Швеція, засновано Технічний університет Чалмерса.
- У Британській Індії ритуал саті став прирівнюватися до вбивства.

### У спорті
- Оксфорд виграв перші перегони човнів Оксфорд — Кембридж.
- Відбулося перше сходження на гору Фінстерааргорн в Альпах.
- Паровоз Роберта Стефенсона «Ракета» виграв Рейнгільські випробування.

### У науці
- Жозеф Фур'є відкрив парниковий ефект.
- Коріоліс вперше застосував термін кінетична енергія.
- Кирило Деміан отримав патент на акордеон.

### У мистецтві
- Едгар Аллан По опублікував поему «Аль Аарааф».
- Віктор Гюго надрукував роман «Шуани».
- У Брауншвейзі відбулася прем'єра «Фауста» Гете.
- Відбулася прем'єра опери Джоаккіно Россіні «Вільгельм Телль».

## Народились
Дивись також Категорія:Народились 1829
- 2 лютого — Альфред Едмунд Брем, німецький природознавець, просвітитель, популяризатор зоології
- 6 травня — Степан Ніс, український фольклорист, етнограф і письменник
- 12 лютого — народився Микола Барбот де Марні Микола (1829—1877), геолог
- 26 лютого — Леві Штраусс, американський підприємець німецького походження, творець перших «блакитних джинсів»
- 7 вересня — Фрідріх Август Кекуле, німецький хімік, автор циклічної формули будови бензолу (1865)

## Померли
Дивись також Категорія:Померли 1829
- 6 квітня — Нільс Генрік Абель, норвезький математик
- 21 січня — Камма Рахбек, данська мисткиня та власниця салону